# Gorizont 22
O Gorizont 22 (também conhecido por Gorizont 33L) foi um satélite de comunicação geoestacionário soviético/russo da série Gorizont construído pela NPO PM. Ele esteve localizado na posição orbital de 40 graus de longitude leste e era operado pela RSCC (Kosmicheskiya Svyaz). O satélite foi baseado na plataforma KAUR-3 e sua expectativa de vida útil era de 3 anos. O mesmo saiu de serviço após ficar fora de controle em setembro de 2000.

## Lançamento
O satélite foi lançado com sucesso ao espaço no dia 23 de novembro de 1990, por meio de um veículo Proton-K/Blok-DM-2, lançado a partir do Cosmódromo de Baikonur, no Cazaquistão. Ele tinha uma massa de lançamento de 2.300 kg.

## Capacidade
O Gorizont 22 era equipado com 6 transponders em banda C e um em banda Ku.